# Цукшвердт, Вольфганг
Вольфганг Цукшвердт (нем. Wolfgang Zuckschwerdt; род. 5 мая 1949, Бранденбург-ан-дер-Хафель, Бранденбург) — немецкий дзюдоист, чемпион и призёр чемпионатов ГДР, призёр чемпионатов Европы и мира.

## Карьера
Выступал в тяжёлой (свыше 93 кг) и абсолютной весовых категориях. Чемпион (1969, 1973, 1974, 1976, 1977 годы), серебряный (1971, 1975, 1976) и бронзовый (1967, 1972) призёр чемпионатов ГДР. Победитель и призёр международных турниров. Серебряный (1977) и бронзовый (1973—1975, 1977) призёр чемпионатов Европы. Бронзовый призёр чемпионата мира 1973 года в Лозанне.